# Paul Yorck von Wartenburg
Hans Ludwig David Paul Yorck von Wartenburg (Berlino, 1º aprile 1835 – 12 settembre 1897) è stato un filosofo e giurista tedesco.

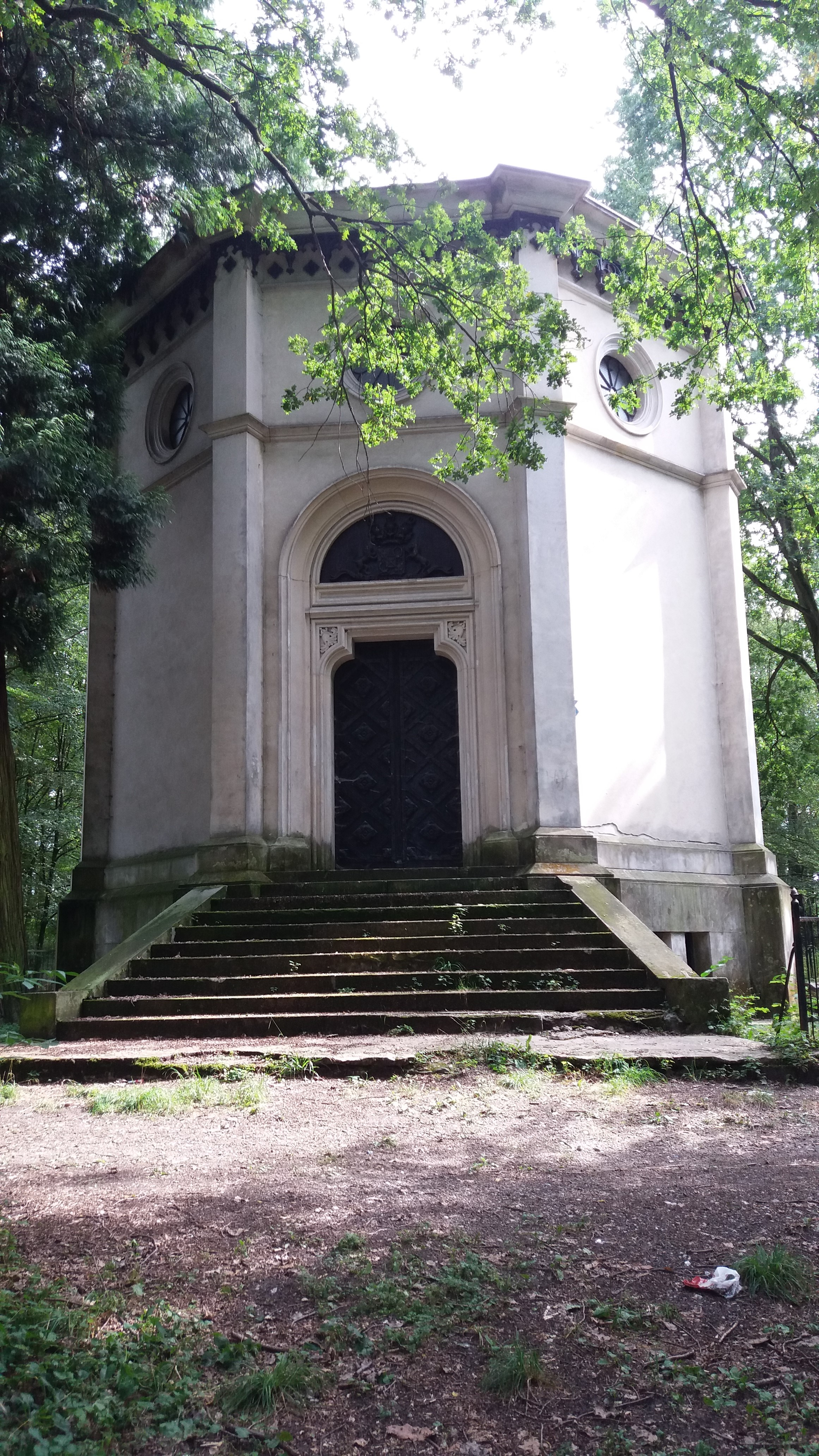

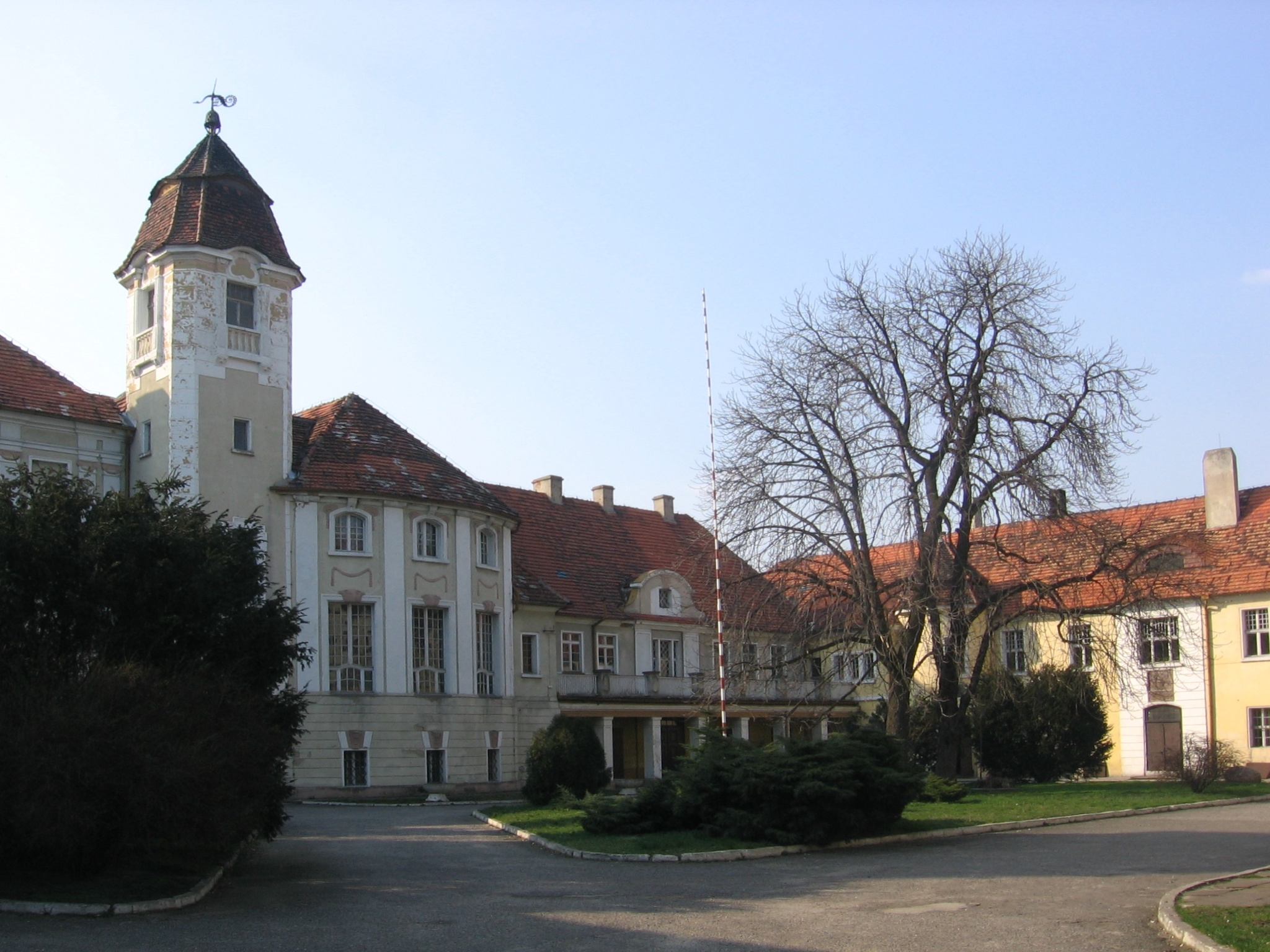

Il conte Yorck sviluppò una filosofia della storia in chiave ermeneutica in collaborazione con l'amico Wilhelm Dilthey. La loro corrispondenza ha influenzato Martin Heidegger e Hans-Georg Gadamer, per i concetti legati alla storia, sia intesa come vissuto ("Geschichte"), sia come oggetto di ricerca ("Historie") .

## Biografia
Yorck discendeva dal generale prussiano Ludwig Yorck von Wartenburg. Suo padre Hans David Ludwig (1805-1865) e sua madre Bertha von Brause (1809-1845) erano entrambi legati a famiglie militari prussiane e vivevano nel castello di Klein Öls, poi parte del distretto di Oława, ma fino al 1945 territorio tedesco. Suo nipote sarà il giurista Peter Yorck von Wartenburg, oppositore di Hitler.
Dopo il diploma di scuola superiore nel 1854 a Breslavia, il conte Paul si iscrisse all'università di Bonn, dove studiò diritto e filosofia. Nel 1855 si trasferì a Breslavia per continuare gli studi. Nel 1857 viaggiò con il padre Louis in Italia, cominciando un suo diario italiano, continuato nei viaggi successivi.
A Berlino sposò, il 3 ottobre 1860, Luise von Wildenbruch (1838-1918), nipote del principe Louis Ferdinand di Prussia e sorella maggiore dello scrittore Ernst von Wildenbruch (1845-1909).
Nel 1861 si trasferì a Potsdam, dove fece l'esame per diventare assessore. Nel 1865, dopo la morte del padre, gestì le proprietà famigliari, incluso un oliveto e il castello di famiglia. 
Alla fine degli anni 1870 incontrò Wilhelm Dilthey, con il quale divenne amico e corrispondente (per oltre venti anni, 1877-1897) su argomenti filosofici. 
Nel 1891 fece un nuovo viaggio in Italia.

Stemma di famiglia

## Opere
- Die Katharsis des Aristoteles und der Oedipus Coloneus des Sophokles, 1866
- Briefwechsel zwischen Wilhelm Dilthey und dem Grafen Paul Yorck von Wartenburg 1877 - 1897, 1923, 1995
- Italienisches Tagebuch, 1927, 1939
- Bewußtseinsstellung und Geschichte. Ein Fragment aus dem Philosophischen Nachlaß, 1956, 1991
- Heraklit, 1959
- Das Fragment von 1891, 1970
- Tutti gli scritti, a cura di Francesco Donadio, Bompiani, Milano 2006 ISBN 978-88-452-5667-7